# Calvin Lockhart
Calvin Lockhart, född Bert McClossy Cooper den 18 oktober 1934 i Nassau, Bahamas, död 29 mars 2007 i Nassau, Bahamas, var en bahamansk-amerikansk skådespelare. Lockhart är främst känd för sina roller som pastor Deke O'Malley i Dö'grävarn & Co (1970) och Biggie Smalls i Kalabalik i gangstervärlden (1975). 

## Filmografi i urval
- 1968 – Sista tåget från Katanga
- 1968 – Slutpunkt Berlin
- 1968 – Bara när jag skrattar
- 1968 – Attentat planeras
- 1970 – Leo den siste
- 1970 – Dö'grävarn & Co
- 1974 – Uptown Saturday Night
- 1975 – Kalabalik i gangstervärlden
- 1978 – Starsky och Hutch (TV-serie)
- 1980 – Snytingen
- 1985–1986 – Dynastin (TV-serie)
- 1988 – En prins i New York
- 1990 – Wild at Heart
- 1990 – Rovdjuret 2
- 1992 – Twin Peaks: Fire Walk with Me
- 2014 – Twin Peaks: The Missing Pieces